# Nilton Pereira Mendes
Nilton Pereira Mendes (Governador Valadares, 7 gennaio 1976 – Karaganda, 17 settembre 2006) è stato un calciatore brasiliano, di ruolo attaccante.
È morto durante il trasporto all'ospedale dopo aver avuto un collasso durante una partita di allenamento con la sua squadra Shahter Qaraǵandy.

## Palmarès

### Club
- Campionato kazako: 1

Ertis: 1999
- Coppa del Kazakistan: 2

Jeñis: 2002, 2005

### Individuale
- Capocannoniere della coppa del Kazakistan: 1

1999-2000 (6 gol)
- Capocannoniere del campionato kazako: 1

2000 (21 gol)
- Calciatore kazako dell'anno: 1

2000